# Iglesia de la Inmaculada Concepción (Valladolid)
La Iglesia de la Inmaculada Concepción de María es un templo moderno ubicado en Valladolid. Está situada en el Paseo de Zorrilla, número 27.

## Historia, estilo y elementos del edificio

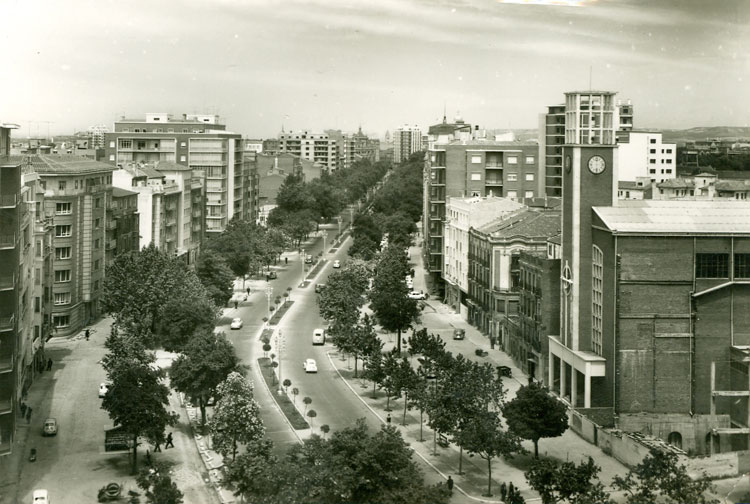
Imagen de la iglesia (derecha) en el Paseo de Zorrilla, tomada en los años 60.

Hasta la construcción de este templo, los Franciscanos habían ocupado desde 1923 la iglesia de la Sagrada Familia, ubicada aproximadamente en la acera opuesta del Paseo de Zorrilla, construyendo en su lateral unas edificaciones para su residencia.
El templo actual fue proyectado en 1951 por el arquitecto Julio González dentro de la órbita de la arquitectura sacra de Auguste Perret, finalizándose en 1956. Tiene una amplia nave que finaliza en el presbiterio, el cual está en alto y posee una iluminación lateral y acabados que lo diferencian del resto del templo, mucho más sobrio. A los pies se encuentra el coro alto, donde se aloja un órgano de estética sonora neoclásica construido por Organería Española S.A. en 1968. El interior del templo se complementa con una pequeña nave lateral en el lado de la Epístola, donde se encuentran los confesionarios.
En el exterior, lo único visible del templo es su fachada a los pies, la cual cuenta con torre campanario centrada y diversos elementos (escalinata de acceso, atrio, mosaicos, cordón franciscano, etc.) que hacen de ella un elemento representativo.
En un lateral del templo se encuentra la residencia de los Franciscanos, construida poco después del mismo.